# Dendrocalamus longispathus
Dendrocalamus longispathus är en gräsart som först beskrevs av Wilhelm Sulpiz Kurz, och fick sitt nu gällande namn av Wilhelm Sulpiz Kurz. Dendrocalamus longispathus ingår i släktet Dendrocalamus och familjen gräs. Inga underarter finns listade i Catalogue of Life.